# Провулок Степана Сагайдака
Прову́лок Степа́на Сагайда́ка — зниклий провулок, що існував у Дніпровському районі міста Києва, місцевість Микільська слобідка. Пролягав від Каховської вулиці до вулиці Митрополита Андрея Шептицького.

## Історія
Провулок виник в 1-й третині XX століття, мав назву провулок Чаадаєва, на честь російського філософа Петра Чаадаєва. Назву Степана Сагайдака провулок отримав 1961 року[джерело?]. 
Ліквідований 1977 року в зв'язку зі знесенням старої забудови Микільської слобідки.